# بریتیش ریل کلاس ۲۲۰
بریتیش ریل کلاس ۲۲۰ (انگلیسی: British Rail Class 220) یک قطار خودگرانشی الکتریکی تندرو ساخت شرکت بمباردیه ترانسپورتیشن است.
این قطار که از سال ۲۰۰۱ تولید میشود دارای ۲٬۲۴۰ کیلووات توان خروجی و ۲۰۰ کیلومتر سرعت نهایی است.

## نگارخانه

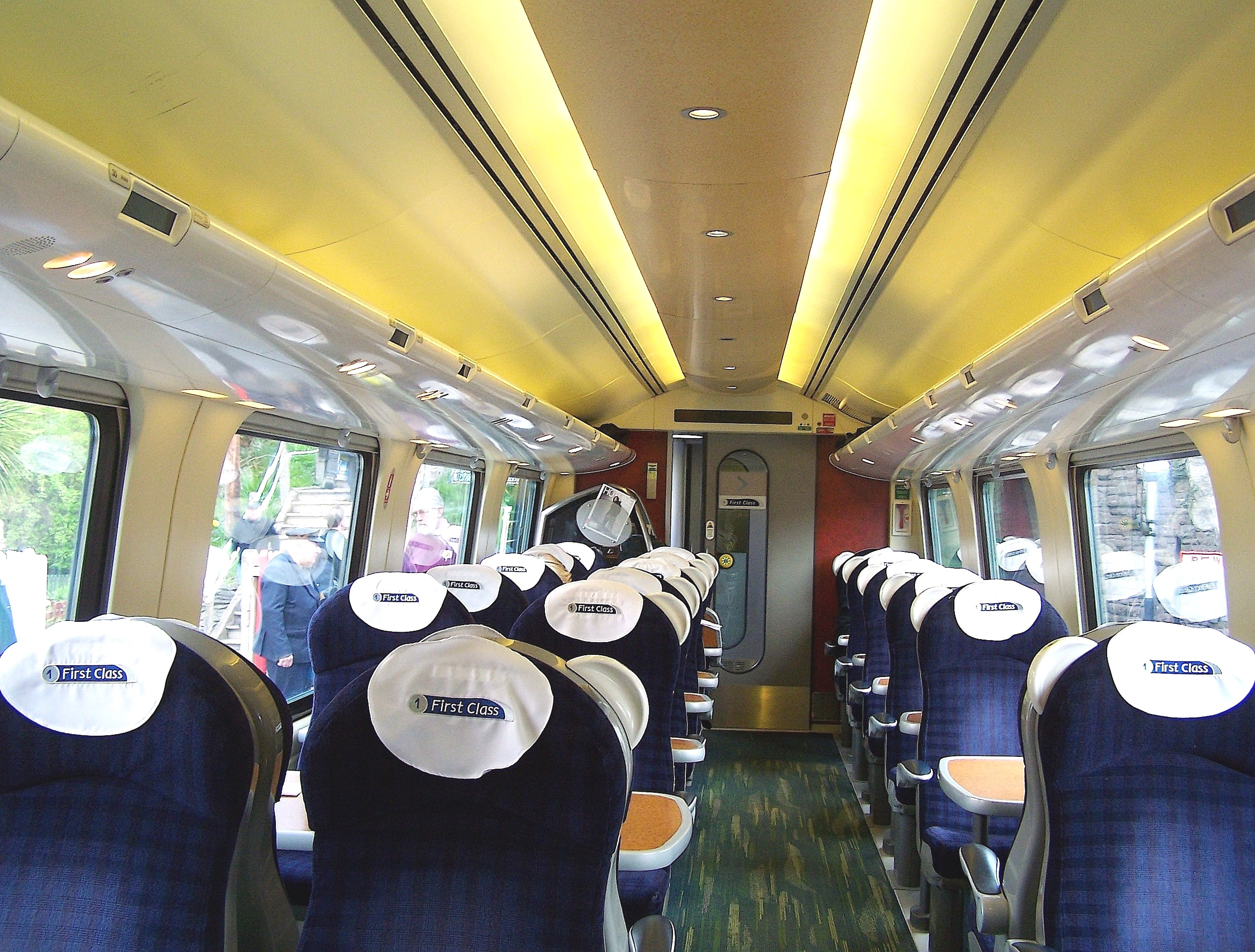
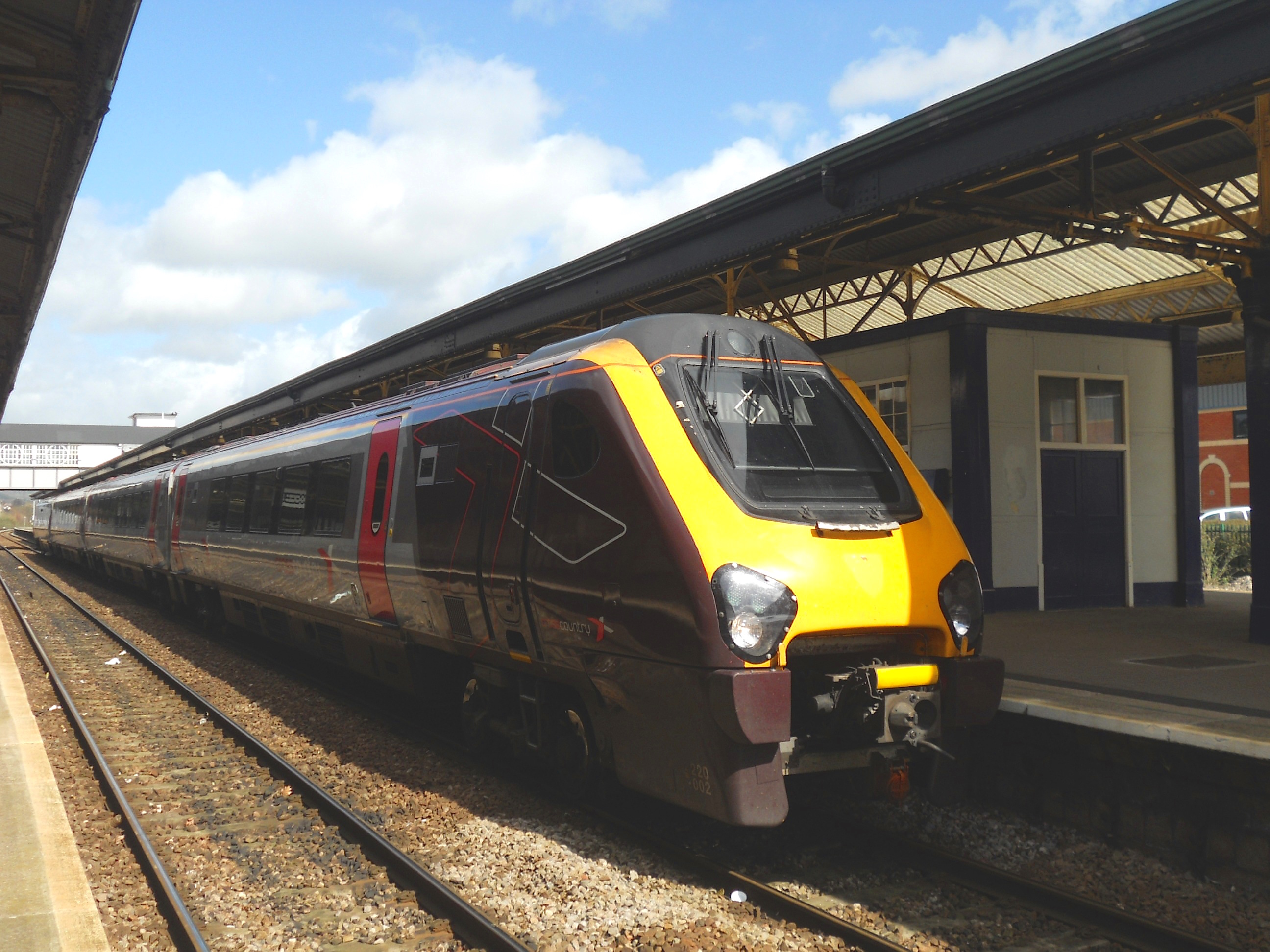
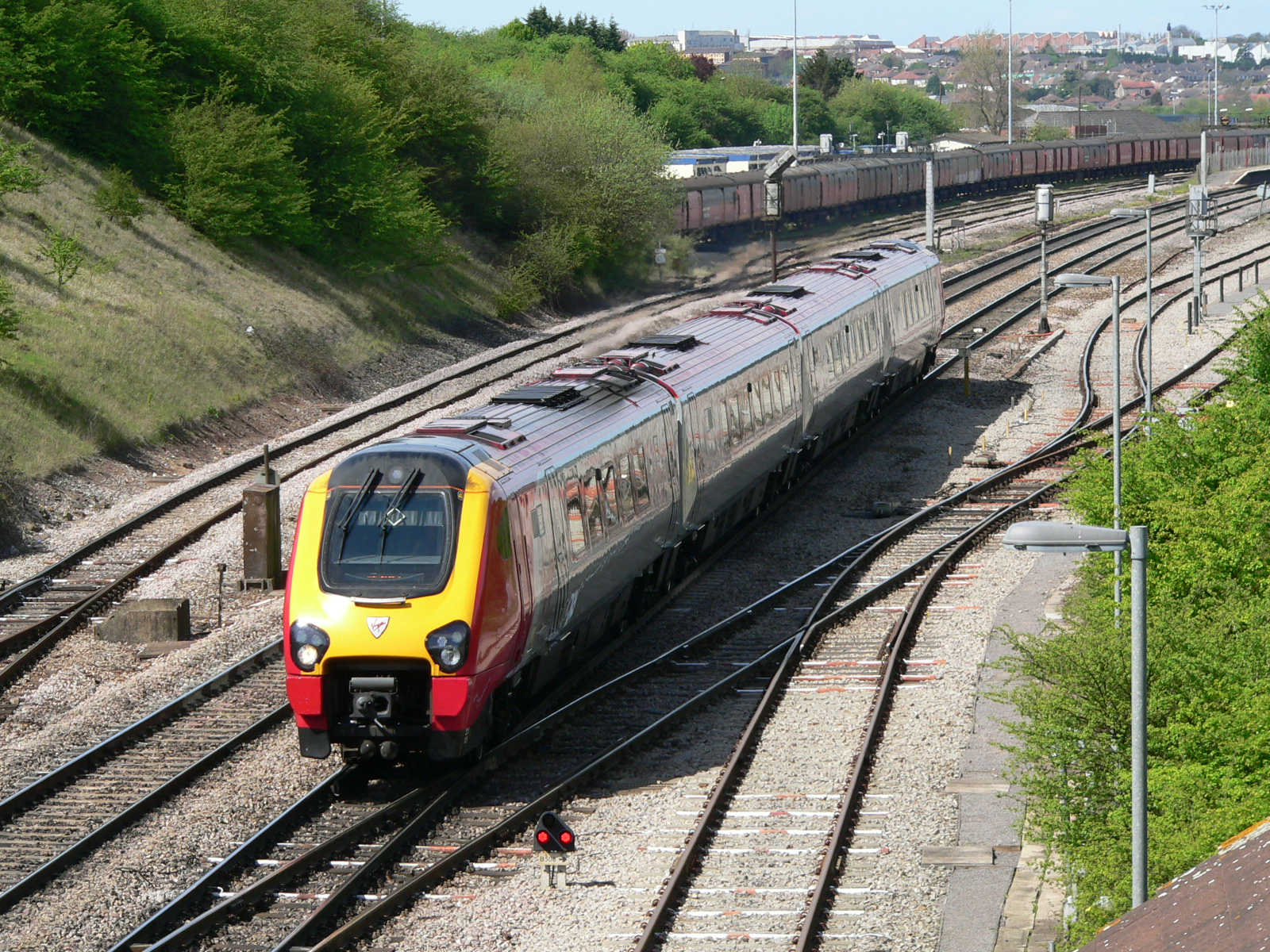
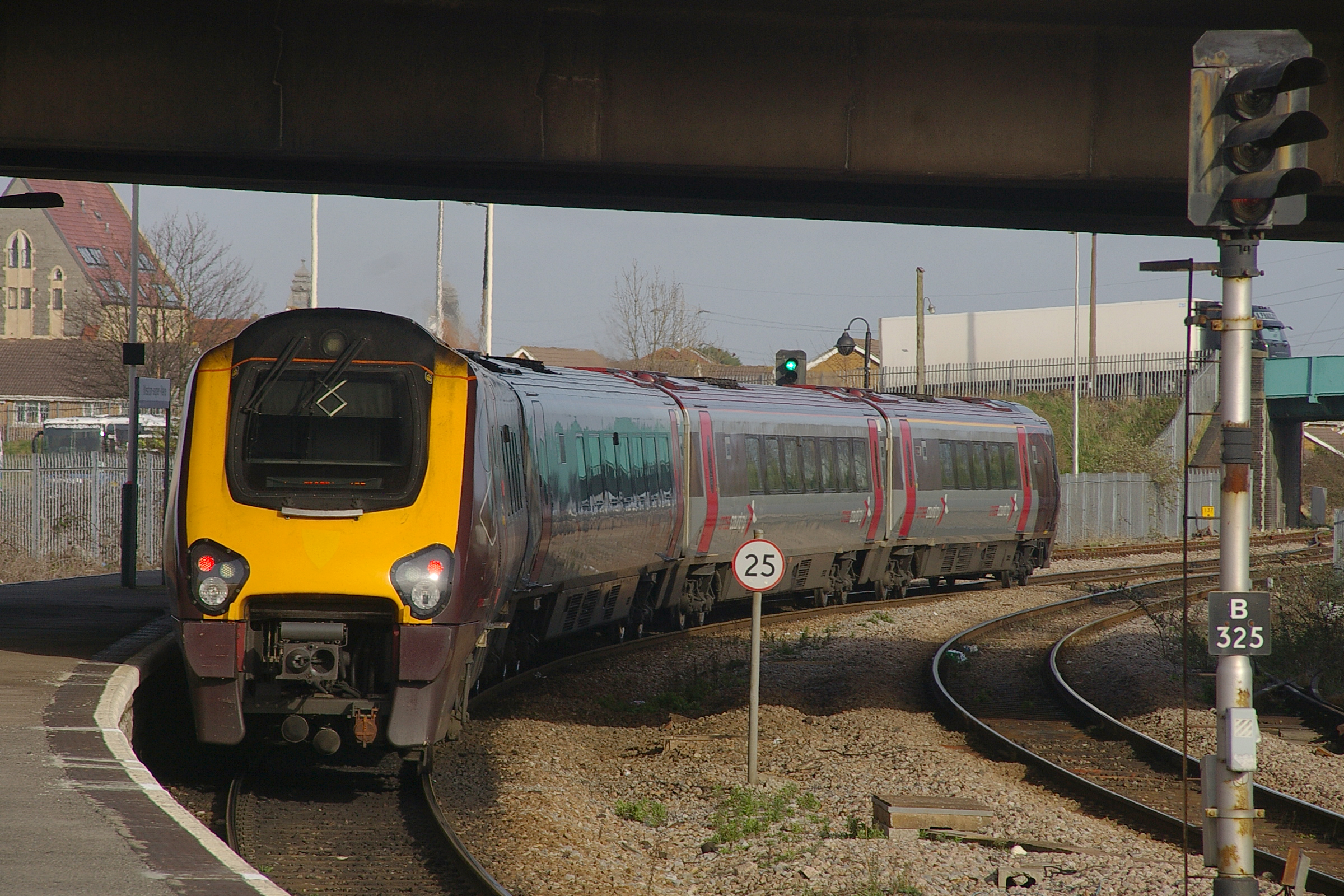
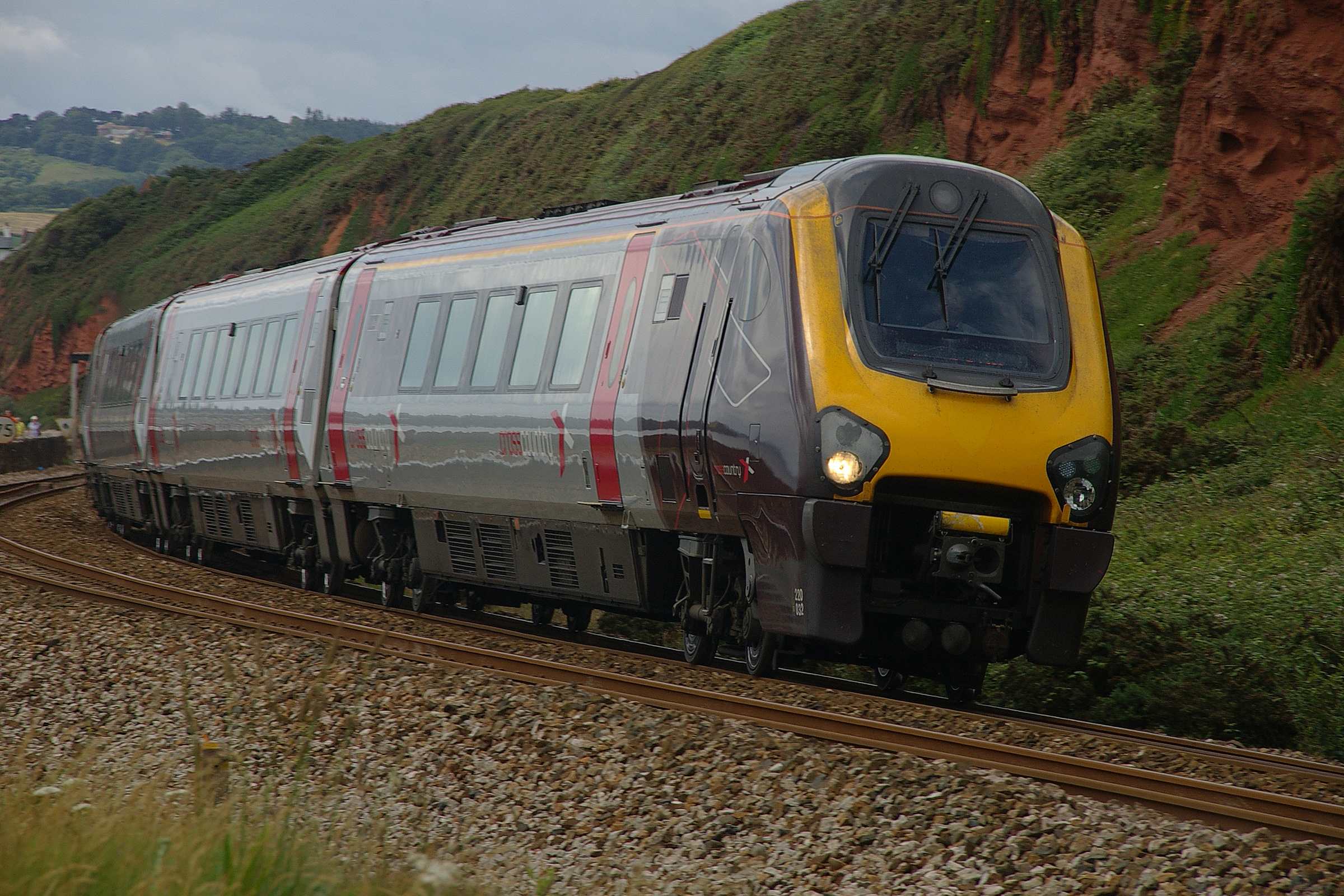